# Ken Spain

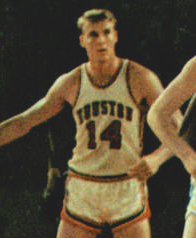

John Kenneth "Ken" Spain, (Houston, 6 de outubro de 1946 — Houston, 11 de outubro de 1990) foi um basquetebolista profissional estadunidense que integrou a Seleção Estadunidense que conquistou a Medalha de ouro disputada nos XIX Jogos Olímpicos de Verão realizados na Cidade do México em 1968. Ken Spain media 2,06 m e pesava 109 kg, atuava como Pivô e jogou uma temporada como profissional na ABA pelo Pittsburgh Condors com médias de 2.2 ppj, 3.6 rpj e 0.2 apj em 11 partidas.
Faleceu em sua cidade natal em 1990 vítima de câncer.